# Strepsicrates
Strepsicrates es un género de polillas tortrícidas perteneciente a la tribu Eucosmini, de la subfamilia Olethreutinae, orden Lepidoptera. Fue descrito por Edward Meyrick en 1888.

## Especies
- Strepsicrates brachytycha (Turner, 1946)
- Strepsicrates ebenocosma (Turner, 1946)
- Strepsicrates holotephras  (Meyrick, 1924)
- Strepsicrates infensa (Meyrick, 1911)
- Strepsicrates melanotreta (Meyrick, 1910)
- Strepsicrates penechra (Diakonoff, 1989)
- Strepsicrates poliophora Bradley, 1962
- Strepsicrates prolongata (Meyrick, 1932)
- Strepsicrates rhothia (Meyrick, 1910)
- Strepsicrates semicanella (Walker, 1866)
- Strepsicrates sideritis (Meyrick, 1905)
- Strepsicrates smithiana Walsingham, 1891
- Strepsicrates tetropsis (Busck, 1913)
- Strepsicrates thyellopis (Meyrick, 1926)
- Strepsicrates transfixa (Turner, 1946)
- Strepsicrates trimaura Diakonoff, 1985